# Scytodes major
Scytodes major là một loài nhện trong họ Scytodidae.
Loài này thuộc chi Scytodes. Scytodes major được Eugène Simon miêu tả năm 1886.